# Louis Gaume
Pour les articles homonymes, voir Gaume (homonymie).
Louis Gaume, né le 21 septembre 1888 à Franchesse (Allier) et mort le 26 mai 1962 à Arcachon (Gironde), est un entrepreneur français.  

## Biographie
Après avoir été compagnon du Devoir comme plombier-zingueur, travaillant notamment sur la coupole des grands magasins du Printemps à Paris, il s'installe à Arcachon en 1912. Il travaille d'abord dans l’entreprise Cazaubon, puis fonde en 1920 une entreprise du bâtiment. En 1928, il crée la Société immobilière de Pilat-Plage. Le quartier du « Pilat-Plage » va se construire dans le prolongement du Pyla-sur-Mer. Dans les contrats de vente de terrains qu'il propose, Louis Gaume s'impose comme bâtisseur exclusif. Rapidement il construit des villas de plus en plus soignées, d'un style largement inspiré de certaines constructions locales et du Pays basque,.
Son beau-frère est Désir Cazobon, président du syndicat des entrepreneurs du bâtiment d'Arcachon à partir de 1924, inspecteur de l’enseignement technique à partir de 1926 et maire-adjoint d'Arcachon, délégué aux travaux publics.
Il est décédé le 26 mai 1962 et est enterré dans le cimetière d'Arcachon (carré 26).
Il est l'arrière grand-père de Nicolas Gaume, P-DG de Mimesis Republic et président du Syndicat national du jeu vidéo, connu pour avoir été le dirigeant et fondateur de la société Kalisto Entertainment.
L'entreprise qu'il a fondée poursuit son activité en 2021.

## Réalisations
- En 1925 : Villa Iris dans la Ville d'Hiver d'Arcachon.